# آشكن نور ينغي
آشْكِن نور ينغي (بالتركية: Aşkın Nur Yengi)‏ هي مغنية وممثلة تركية ولدت في يوم 3 يوليو 1970 في مدينة إسطنبول في تركيا، اشتهرت في العالم العربي بعد غنائها لإغنية أنا ضايع من دونك حبيبي مع المغني اللبناني راغب علامة. وهي أيضاً متزوجة من الممثل هالوك بيلغينر.

## وصلات خارجية
- أسكن نورينغي على موقع IMDb (الإنجليزية)
- أسكن نورينغي على موقع ألو سيني (الفرنسية)
- أسكن نورينغي على موقع ميوزك برينز (الإنجليزية)
- أسكن نورينغي على موقع ديسكوغز (الإنجليزية)
- أسكن نورينغي على موقع قاعدة بيانات الفيلم (الإنجليزية)
- أسكن نورينغي على موقع كينوبويسك (الروسية)

- الموقع الرسمي